# Неравенство Клаузиуса
Неравенство Клаузиуса (1854):
Количество теплоты, полученное системой при любом круговом процессе, делённое на абсолютную температуру, при которой оно было получено (приведённое количество теплоты), неположительно.
{\displaystyle \circ \sum \limits _{i=1}^{N}{{Q_{i}} \over {T_{i}}}\leq 0.}
Здесь знак {\displaystyle \circ } обозначает круговой процесс. Подведённое количество теплоты, квазистатически полученное системой, не зависит от пути перехода (определяется лишь начальным и конечным состояниями системы) — для квазистатических процессов неравенство Клаузиуса обращается в равенство.
{\displaystyle \circ \sum \limits _{i=1}^{N}\left({{Q_{i}} \over {T_{i}}}\right)_{QuazistaticProcess}=0.}

## Вывод

### Частный случай: два тепловых резервуара
Пусть система {\displaystyle I} сообщается с тепловыми резервуарами {\displaystyle R_{1}} и {\displaystyle R_{2}} температур {\displaystyle T_{1}} и {\displaystyle T_{2}} соответственно. Безразлично, какой из них является нагревателем, а какой — холодильником (направление передачи тепла определяется знаком — положительным, если оно получено системой, и иначе отрицательным). Согласно второй теореме Карно КПД цикла Карно — максимальный; для системы {\displaystyle I} выполняется {\displaystyle 1+{{Q_{2}} \over {Q_{1}}}\leq 1-{{T_{2}} \over {T_{1}}}}. Отсюда следует частный случай неравенства Клаузиуса:
{\displaystyle {{Q_{1}} \over {T_{1}}}+{{Q_{2}} \over {T_{2}}}\leq 0.}
(При обратимом процессе, в частности при цикле Карно, выполняется равенство.)

### Общий случай: много тепловых резервуаров

Для получения неравенства Клаузиуса в общем виде можно рассмотреть систему A, работающую с n резервуарами температур {\displaystyle T_{i}} и получающую от них тепло {\displaystyle Q_{i}}. Система при этом совершает произвольный круговой процесс — обратимый или необратимый. Вводится дополнительный Резервуар температуры {\displaystyle T_{0}}. Между ним и остальными резервуарами запускаются машины Карно — по одной на каждый.
По вышедоказанному равенству для двухрезервуарной обратимой системы выполняется
{\displaystyle {{Q_{0i}} \over {T_{0}}}+{{Q'_{i}} \over {T_{i}}}=0\Rightarrow Q_{0}=\sum \limits _{i=1}^{n}{Q_{0i}}=-T_{0}\sum \limits _{i=1}^{n}{{Q'_{i}} \over {T_{i}}}.}
Циклы Карно проводятся таким образом, чтобы передавать резервуарам столько тепла, сколько они передали системе A
{\displaystyle Q'_{i}=-Q_{i}.}
Тогда
{\displaystyle Q_{0}=T_{0}\sum \limits _{i=1}^{n}{{Q_{i}} \over {T_{i}}}.}
Это тепло отдаст резервуар температуры {\displaystyle T_{0}}, в то время как состояние остальных резервуаров вернётся к исходному. Следовательно, рассмотренный процесс эквивалентен процессу передачи тепла {\displaystyle Q_{0}=T_{0}\sum \limits _{i=1}^{n}{{Q_{i}} \over {T_{i}}}} резервуаром температуры {\displaystyle T_{0}} системе A и всем машинам Карно, причём глобально система теплоизолирована. Следовательно, по первому началу термодинамики, системой A и n машинами Карно совершена работа {\displaystyle Q_{0}=T_{0}\sum \limits _{i=1}^{n}{{Q_{i}} \over {T_{i}}}}. В соответствии с формулировкой Томсона второго начала термодинамики эта работа не может быть положительной. Отсюда следует неравенство Клаузиуса в общем виде:
{\displaystyle \sum \limits _{i}^{}{{Q_{i}} \over {T_{i}}}\leq 0.}

## Следствия
Неравенство Клаузиуса позволяет ввести понятие энтропии.
Энтропия системы — функция её состояния, определённая с точностью до аддитивной константы. Разность энтропии в двух равновесных состояниях 1 и 2 по определению равна приведённому количеству теплоты, которое надо сообщить системе, чтобы перевести её из состояния 1 в состояние 2 по любому квазистатическому пути.
{\displaystyle {S_{\rm {2}}-S_{\rm {1}}=\int \limits _{{\rm {1}}\to {\rm {2}}}{{\delta Q} \over T}}.}
Из неравенства Клаузиуса и определения энтропии непосредственно следует эквивалентный второму началу термодинамики
Закон неубывания энтропии. Энтропия адиабатически изолированной системы либо возрастает, либо остаётся постоянной.